# Брук (Фрисландія)
Брук (нід. Broek) — село в нідерландській провінції Фрисландія. Входить до муніципалітету Фріске-Маррен.
Його площа становить 10,33 км², а населення станом на 2021 рік складало 215 осіб.
Перша згадка про населений пункт датується 1482 роком.

## Галерея

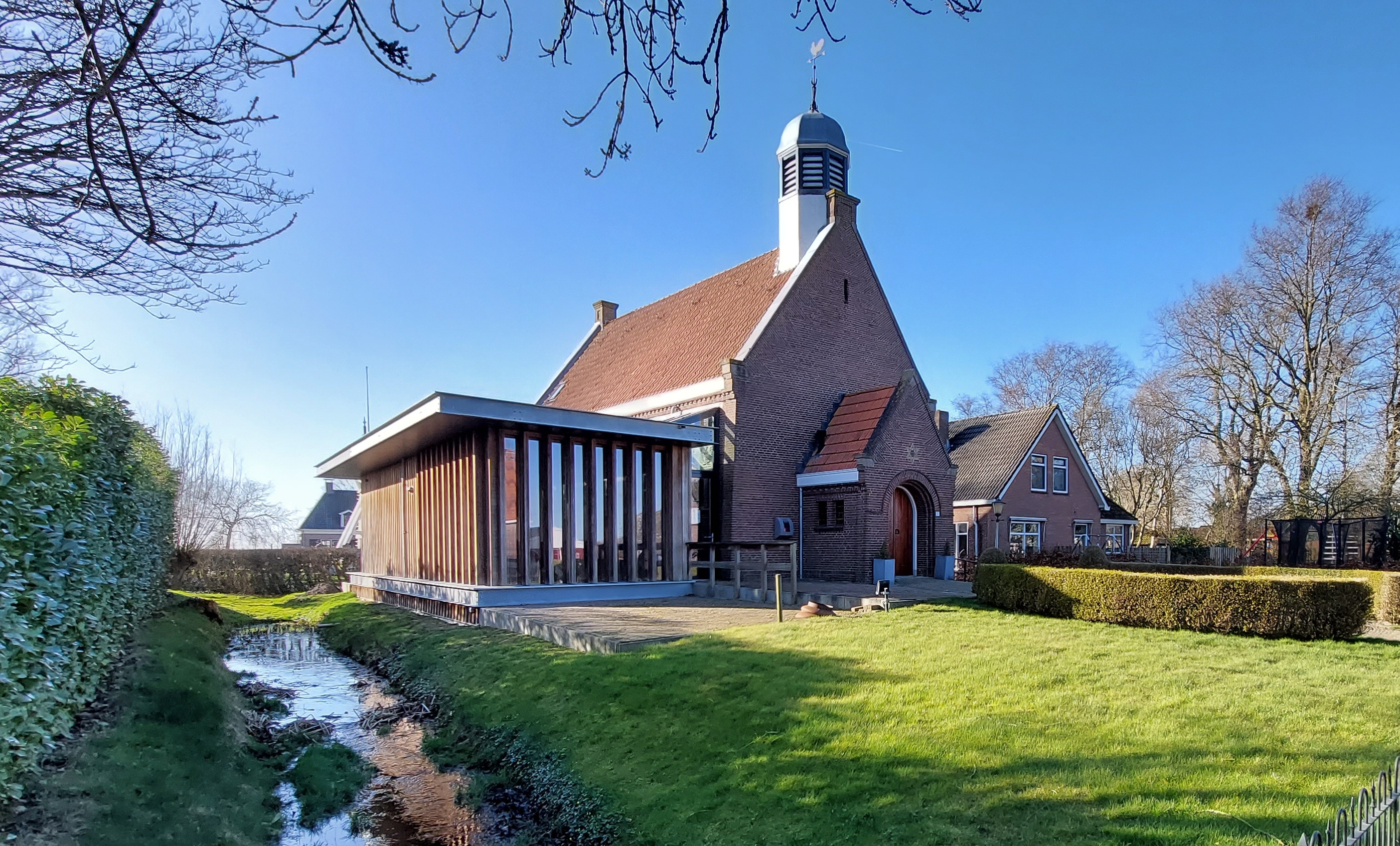
Церква у селі
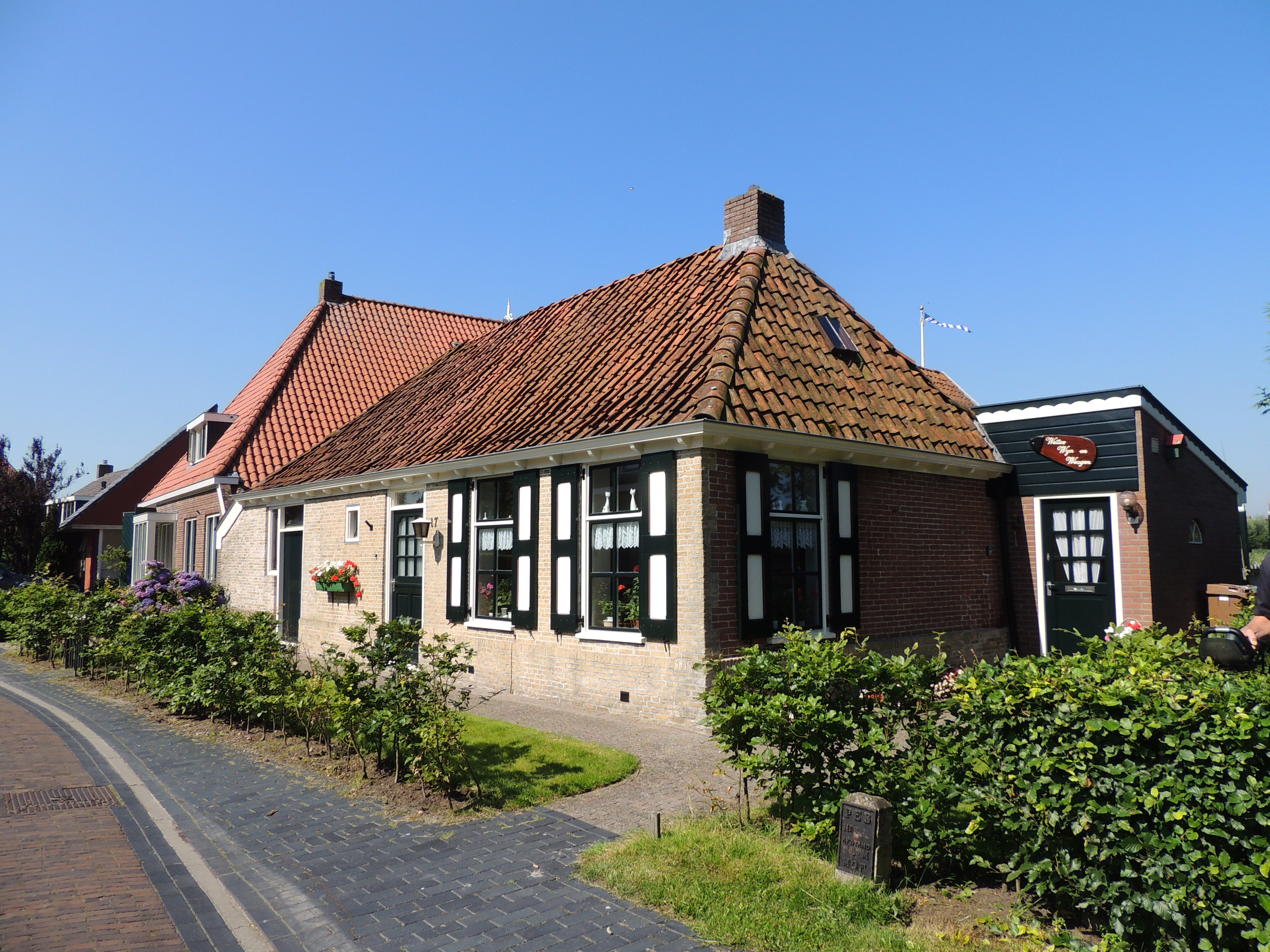
Сільський будинок
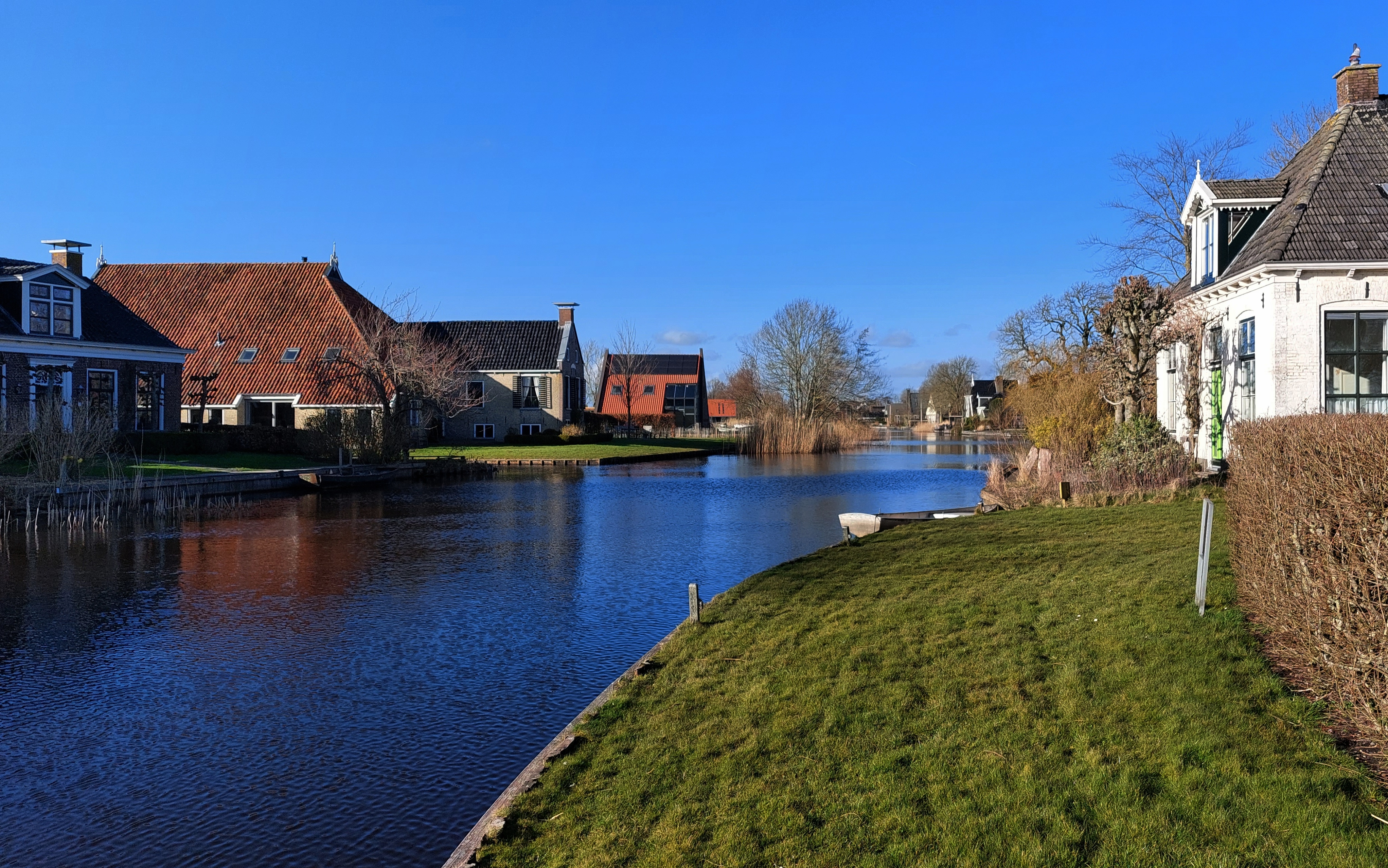
Вид на канал
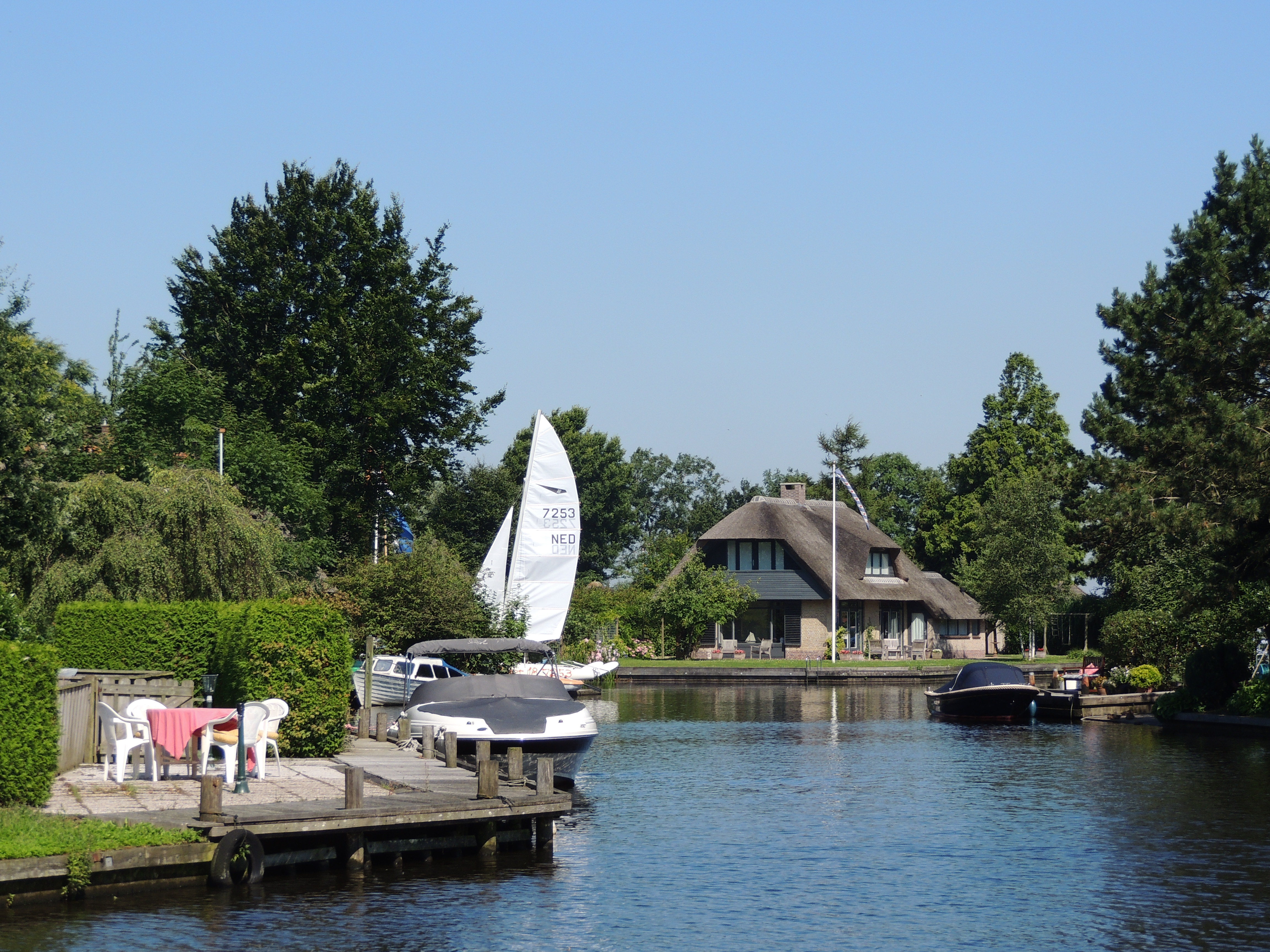
Вілла у Бруці